# Lappa notha
Lappa notha là một loài thực vật có hoa trong họ Cúc. Loài này được Ruhmer mô tả khoa học đầu tiên năm 1881.